# Parc national Wood Buffalo
Le parc national Wood Buffalo est un parc national du Canada situé dans le Nord-Est de l'Alberta et le Sud des Territoires du Nord-Ouest. Avec sa superficie de 44 807 km2, il s'agit du plus grand parc national au Canada et du second au monde. Il fut créé en 1922 pour protéger le plus grand troupeau de Bisons des bois en liberté au monde. Il s'agit également de l'un des deux sites de nidification connus de la Grue blanche. En 1983, il fut désigné en tant que site du patrimoine mondial par l'UNESCO pour la diversité biologique du delta Paix-Athabasca, un des plus grands deltas d'eau douce au monde, ainsi que pour sa population de bisons sauvages. En 2013, la Société royale d'astronomie du Canada l'a désigné en tant que réserve de ciel étoilé, la plus grande au Canada.

## Toponymie
Le nom « Wood Buffalo » se réfère au nom anglais du Bison des bois (Bison bison athabascae), la sous-espèce forestière du Bison d'Amérique. Le nom a été donné par les arpenteurs fédéraux en 1916 qui avaient noté la présence de bison des bois dans la région.

## Géographie

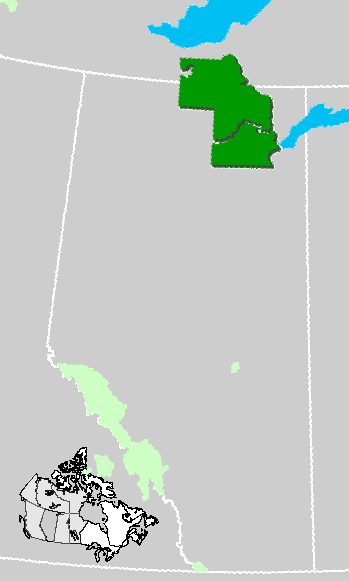
Localisation et aire du parc

Le parc national Wood Buffalo est situé dans le Nord-Ouest de l'Alberta et le Sud des Territoires du Nord-Ouest. Il est situé respectivement à 1 310 km d'Edmonton et à 748 km de Yellowknife. Le parc de 44 792 km2, dont 35 832 km2 sont en Alberta et 8 960 km2 dans les Territoires du Nord-Ouest, est le plus grand parc national du Canada. Au niveau municipal, il est situé dans lImprovement District No 24 en Alberta et dans le territoire non-organisé de Fort Smith, Unorganized dans les Territoires du Nord-Ouest.
Il partage ses limites avec le parc provincial sauvage des Caribou Mountains au sud-est, le parc provincial sauvage de La Butte Creek à l'est et le parc provincial sauvage des Richardson River Dunes au sud-est.

## Milieu naturel

### Faune
Les animaux représentatifs du parc sont l'orignal (Alces alces), le Bison des bois (Bison bison athabascae), l'Ours noir (Ursus americanus), le grizzli (Ursus arctos horribilis), le Loup du Canada (Canis lupus occidentalis), le Lynx du Canada (Lynx canadensis), le Castor du Canada, (Castor canadensis), la Martre d'Amérique (Martes americana), le carcajou (Gulo gulo), le Lièvre d'Amérique (Lepus americanus), la Chouette cendrée (Strix nebulosa), la Chouette tachetée (Strix occidentalis), le Harfang des neiges (Bubo scandiacus), la Pygargue à tête blanche, (Haliaeetus leucocephalus), le Faucon pèlerin (Falco peregrinus), la Grue blanche (Grus americana), la Grue du Canada (Grus canadensis) et la Gélinotte huppée (Bonasa umbellus). Il comprend la population la plus nordique au monde de Couleuvre rayée rouge (Thamnophis sirtalis parietalis).
Les zones humides du parc abritent le seul lieu de nidification naturel connu au monde de la Grue blanche. Il abrite aussi, dans une zone très plate, le plus grand barrage de castors du monde, long d'environ 850 m et construit en environ 30 ans alors que, au Canada, seul un barrage sur 1 000 dépasse 500 m et que le précédent record était une digue longue de 652 m au Montana près de la frontière avec l'Alberta,.

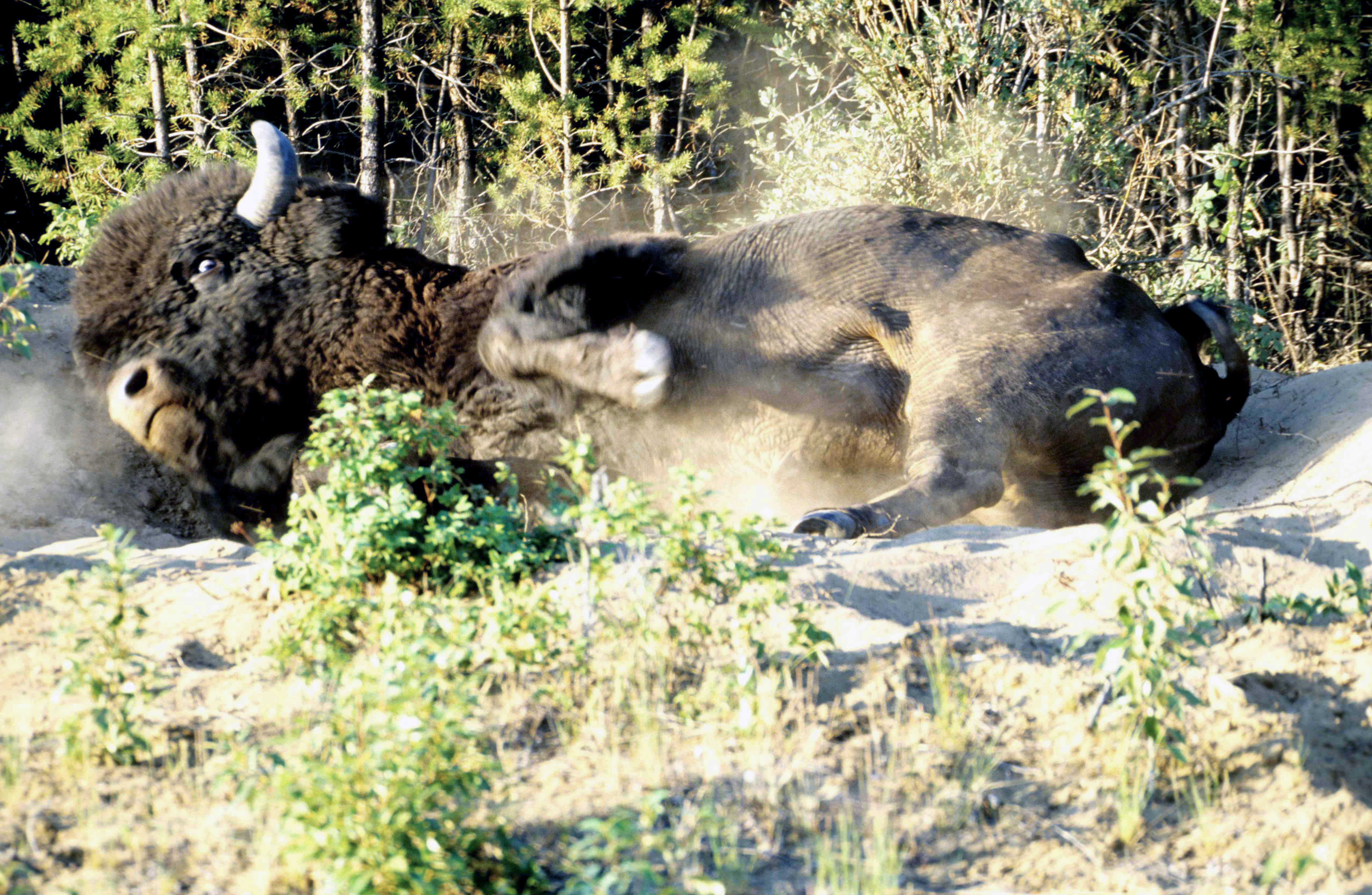
Bison des bois
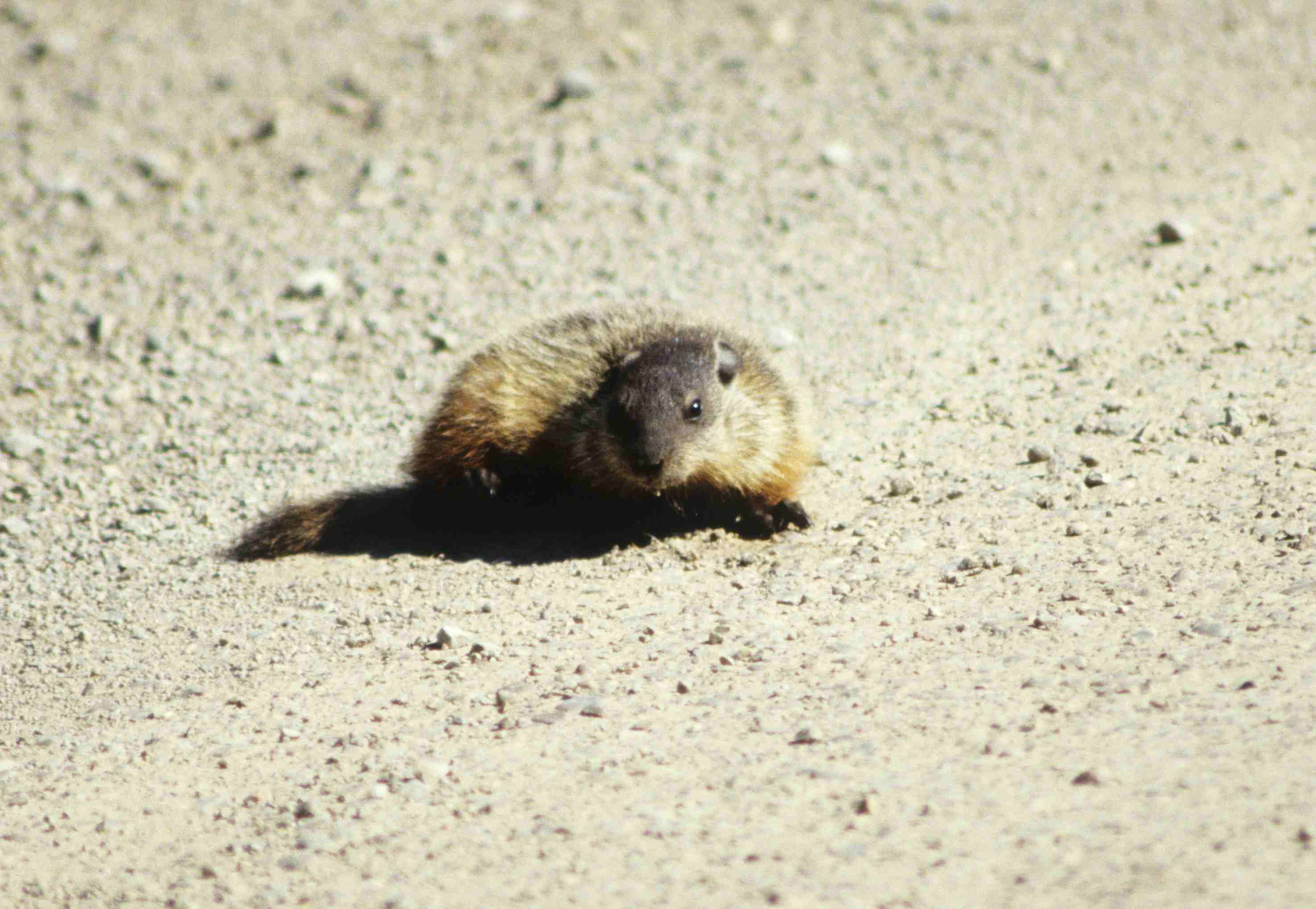
Marmotte
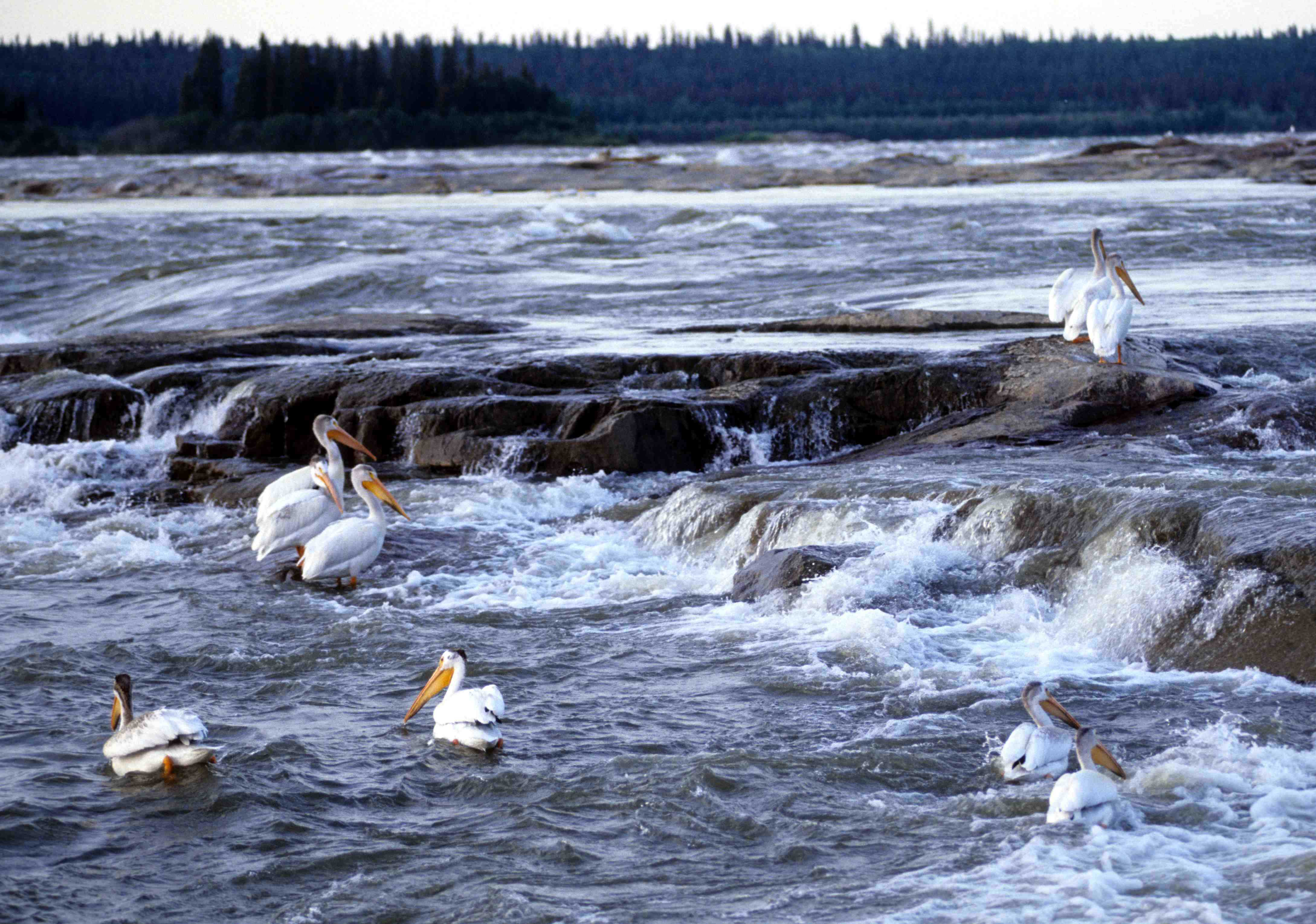
Pélicans blancs américains, sur des rapides de la rivière des Esclaves
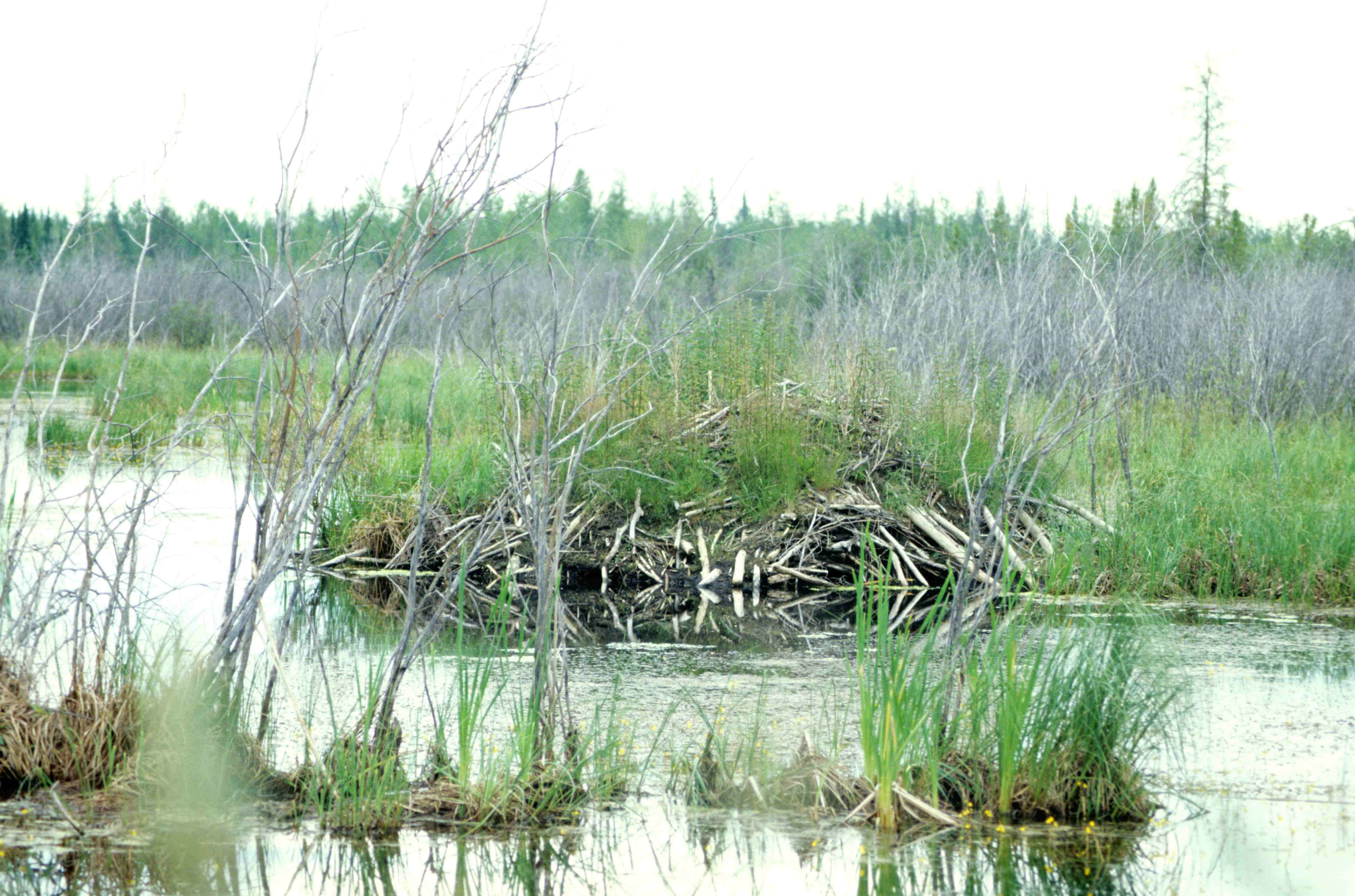
Huttes de castor

## Histoire

### Avant la création du parc
La région a été fréquentée par les humains depuis la fin de la dernière période glaciaire. Les Premières Nations danezaas, tchipewyans, slaveys du Sud et cries des bois (en) l'ont habitée.

### En tant que parc national
Le parc national a été créé en 1922.
L'introduction, entre 1925 et 1928, de plus de 6 000 Bisons des plaines dans le parc où ils ont été hybridés avec les Bisons des bois locaux a aussi malheureusement introduit la tuberculose bovine et la brucellose. Depuis ce temps, le personnel du parc tente de remédier aux dommages en retirant les animaux malades. Heureusement, en 1957, un troupeau de 200 Bisons des bois exempts de maladies a été découvert près de la rivière Nyarling dans le parc. En 1965, 23 de ces bisons ont été déplacés dans la partie sud du parc national Elk Island où il y a de nos jours 300 des Bisons des bois les plus purs génétiquement.

## Galerie d'images

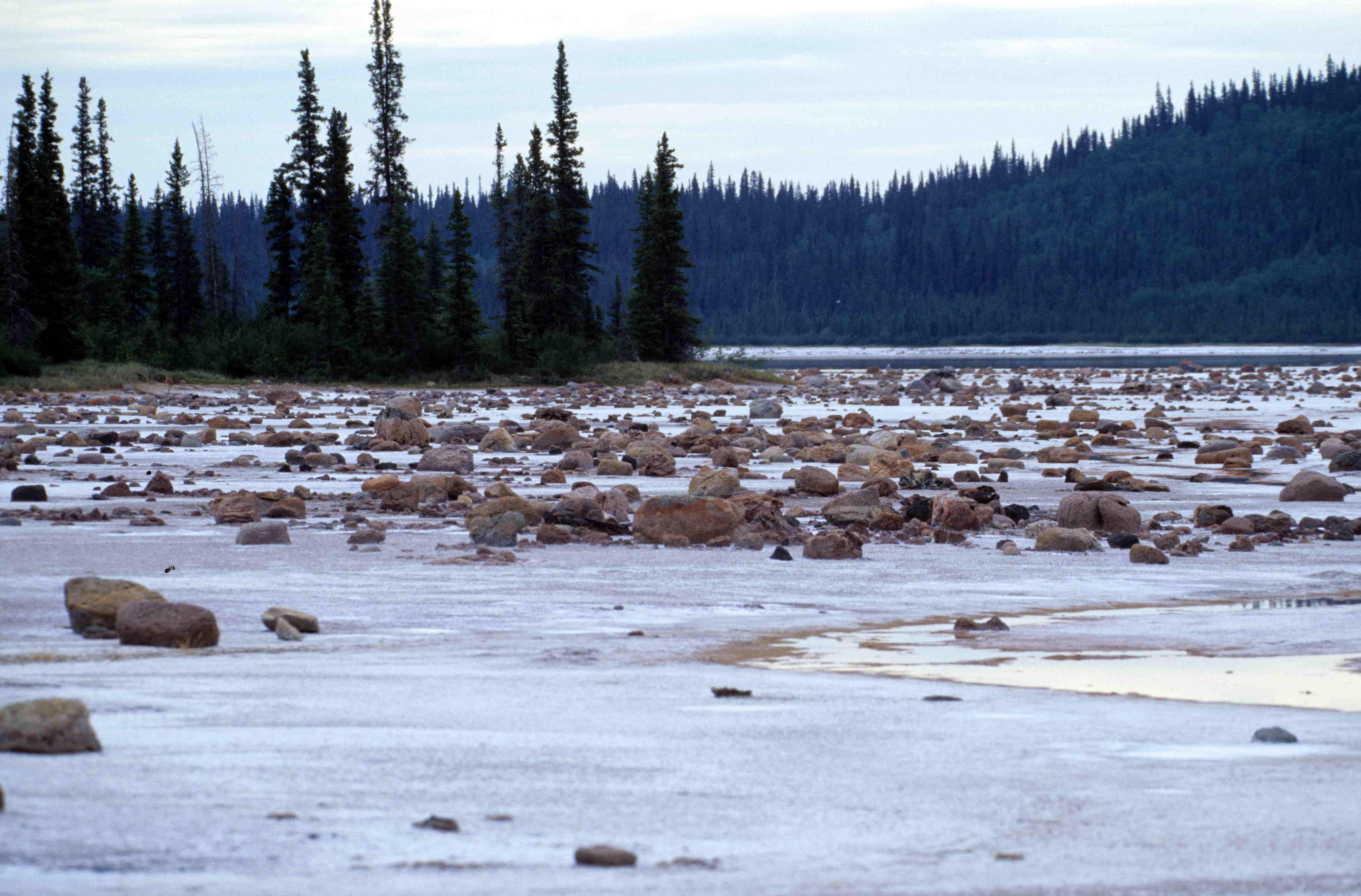
Lac Grosbeak
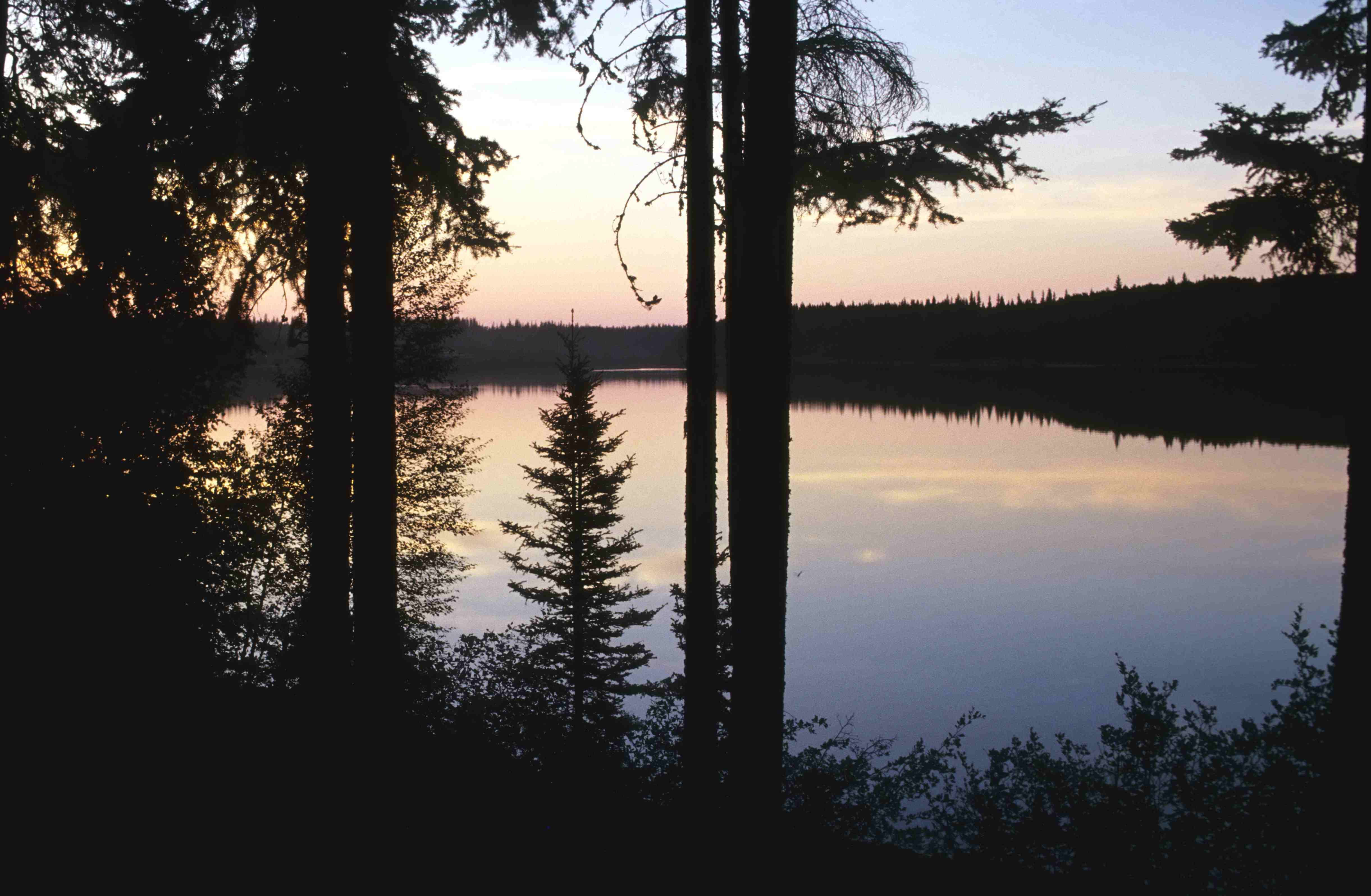
Lac Pine